# Alte Thürnitz

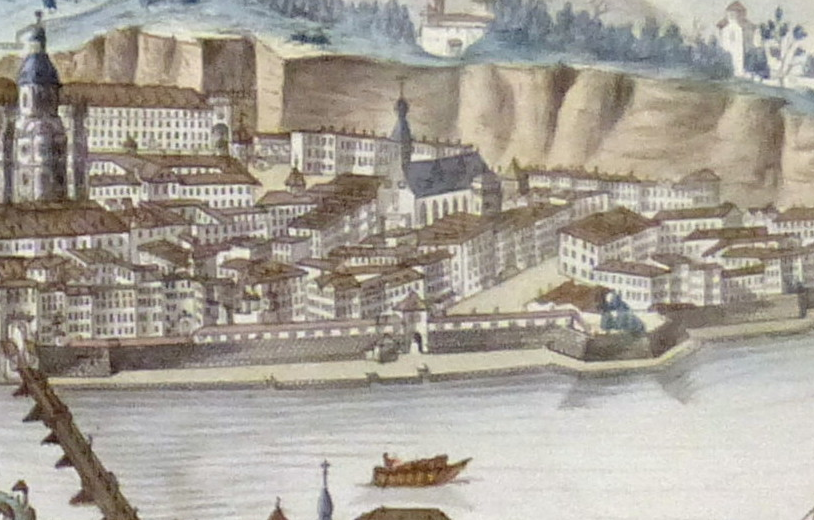
Alte Thürnitz nach einem Stich von August Franz Heinrich von Naumann und Anton Amon (1791)

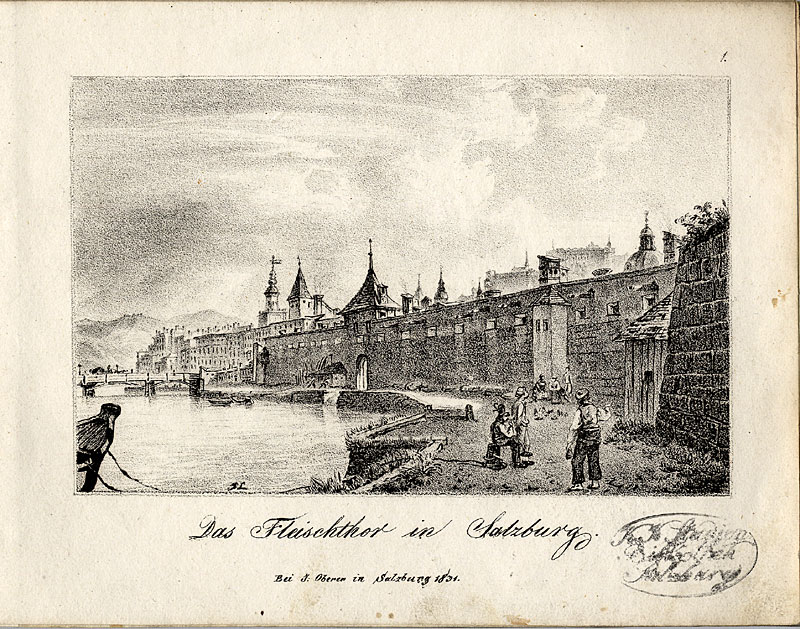
Fleischertor von Salzburg (1832)

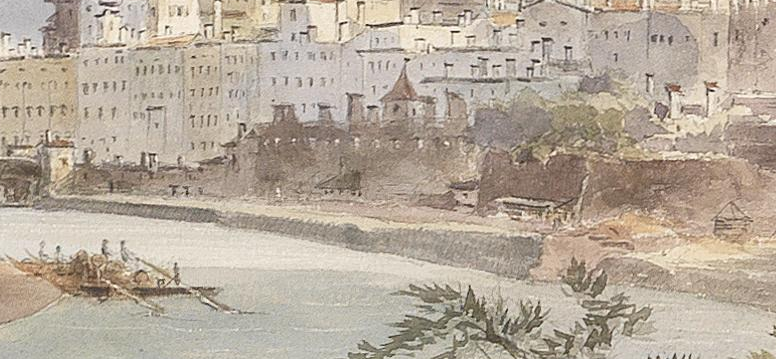
Alte Thürnitz nach einem Aquarell von Anton Altmann dem Jüngeren (1855)

Die Alte Thürnitz (ursprünglich nur Thürnitz, dann auch Grieskaserne oder Kaserne am Gries genannt) ist eine ehemalige Kaserne in der Stadt Salzburg. Sie befand sich in der linken Altstadt am Ufer der Salzach unterhalb der Stadtbrücke. Der 1654 fertiggestellte Bau war integriert in die kurz zuvor erweiterte Stadtbefestigung. Im Zuge der Aufgabe jener Wehrbauten wurde die Kaserne in den 1860er Jahren abgerissen.
Aus Platzgründen war die Thürnitz 1697 um die Neue Thürnitz auf dem Mirabellplatz (eine ebenfalls nicht mehr existierende Kaserne) ergänzt worden, sodass sich in der Folge die Bezeichnung Alte Thürnitz einbürgerte.

## Baugeschichte und Beschreibung
Mit dem Bau der Thürnitz wurde 1641 von Erzbischof Paris Lodron im Zuge der Errichtung der Stadtbefestigungen begonnen. Diese schützten die Stadt vor möglichen kriegerischen Handlungen während des Dreißigjährigen Krieges. Die Bauten wurden von Santino Solari geplant. Damals wurde eine Salzburger Landfahne aufgestellt, zu der jeder Zehnte der Salzburger Männer einberufen wurde. Als die Gefährdungen durch den Dreißigjährigen Krieg näherkamen, stellte Paris Lodron 1633 ein stehendes Heer auf. Die Soldaten wurden vorerst bei Bürgern untergebracht, jedoch aufgrund verschiedener Beschwerden entschloss man sich, die Soldateska zu kasernieren. 1654 wurde die Kaserne unter Erzbischof Graf Thun fertiggestellt.
Die Kaserne war ein schmaler zweistöckiger Bau, der mit einem Wallgang an der Salzach versehen war. Im zweiten Stock waren zur Salzach hin nur Schießscharten eingemauert. In der Mitte des Wallgangs befand sich als einziger salzachseitiger Zugang das sog. Fleischertor, über dem noch ein Stockwerk zur Aufstellung von Wallbüchsen errichtet war. Zu beiden Seiten der Kaserne dienten Bastionen zur Flankendeckung. Die Thürnitz hatte eine Länge von 216 Schritt und eine Breite von 10 Schritt (ca. 216 × 7,5 m). An der Kaserne befand sich die Aufschrift

„Urbis custodie et Civium Paci 

Archiepiscopus Paris ex Com. Lodroni 

F. Anno MDCXXXXI“

„Wächter der Stadt und Wahrer des Friedens 
Erzbischof Paris aus dem Geschlecht der Lodroner
 Hat dies errichtet im Jahre 1641“

Um die zweihundert Soldaten anzuwerben, die das Gebäude fasste, erlaubte man ihnen zu heiraten. Das führte allerdings nach einigen Jahren dazu, dass Oberst Ziurletta, der Kommandant der Stadtwehr, dem Landesherrn melden musste, dass man in der Thürnitz die Soldaten vor lauter Kindern nicht mehr sehen könne. Als Ausweg wurden 1678 zwölf Soldatenfamilien mit 72 Kindern in das Johannesschlössl auf dem Mönchsberg umquartiert. Für die Kinder wurde ein eigener Schulmeister bestellt, ein weiterer war in der Thürnitz tätig. In der Thürnitz gab es keine gemeinsame Menage, sondern die Soldaten(familien) mussten sich von dem täglichen Sold von 9 Kr. selbst verpflegen.
Unter Erzbischof Graf Thun entstand wegen der Türken- und Franzosenkriege das Bedürfnis nach einer zusätzlichen Kaserne für 300 Mann. Diese Neue Thürnitz wurde von 1695 bis 1697 auf der rechten Salzachseite in der Nähe des Mirabelltors errichtet.
Vor der Thürnitz befand sich die sog. Schandsäule, an der Betrüger öffentlich ausgestellt wurden, sowie eine rot angestrichene Bühne, Narrenhaus genannt, wo öffentliche Züchtigungen stattfanden. Die westliche Schanze wurde 1815 an einen Wirt verpachtet, der sie auf den Namen Insel Elba taufte. (Jenes Jahr stellte das Ende der napoleonischen Ära auch für Salzburg dar und Napoleon war gerade auf diese Insel exiliert worden.)
Die Alte Thürnitz wurde Anfang der 1860er Jahre zusammen mit anderen Befestigungswerken abgerissen, da sie der Stadterweiterung im Wege stand. Das Baumaterial wurde für die Salzachregulierung verwendet. Sie hatte in den 222 Jahren ihres Bestehens immer ihrem ursprünglichen Zweck gedient.